# 柳原光綱
柳原 光綱（やなぎわら みつつな）は、江戸時代中期の公卿・歴史家。
柳原家の第16代で冷泉為綱の末子。従一位・権大納言。
実母は家女房。柳原紀光の父。柳原前光・愛子（大正天皇生母）は来孫、柳原義光・柳原白蓮異母兄妹と大正天皇は仍孫にあたる。
正室：織田信休娘・郁
子：柳原紀光、岩倉具選